# آنتونیو گامرو
آنتونیو گامرو (اسپانیایی: Antonio Gamero‎؛ ۲ مارس ۱۹۳۴ – ۲۶ ژوئیه ۲۰۱۰) بازیگر اهل اسپانیا بود. وی دانش‌آموختهٔ رشته‌های حقوق و بازیگری است.. وی در دوران اسپانیای فرانکو عضو حزب کمونیست اسپانیا بود و با نام مستعار «آلخاندرو» فعالیت می‌کرد که موجب دستگیری‌اش شد و حین بازجویی و شکنجهٔ نیروهای پلیس پرده گوشش پاره شد و مجبور شد از همان دوران جوانی تا آخر عمر از سمعک استفاده کند.
از فیلم‌ها یا برنامه‌های تلویزیونی که وی در آن نقش داشته است، می‌توان به شکارچیان، جنگل افسون‌شده، گروگان‌هایی در باریو، از سپیده‌دم هوسش را کرده است و همگی به‌سوی زندان اشاره کرد.